# Phragmotelium mysorensis
Phragmotelium mysorensis är en svampart som beskrevs av Thirum. & Mundk. 1942. Phragmotelium mysorensis ingår i släktet Phragmotelium, ordningen Pucciniales, klassen Pucciniomycetes, divisionen basidiesvampar och riket svampar.   Inga underarter finns listade i Catalogue of Life.